# ورد شاه (فلم)
ورد شاه فيلم مصري تم إنتاجه عام 1948، من تأليف بيرم التونسي وعبد الفتاح حسن وإخراج عبد الفتاح حسن و بطولة رجاء عبده ويحيى شاهين.

## قصة الفيلم
الأميرة ورد شاه تتزوج من الأمير غالب أعظم رجال الدولة، تعم الفرحة البلاد، لكن يقبل رسول من البلاد المعادية المجاورة ليعلن إلى الوالى عصيان بلاده واستعدادهم للحرب، يقرر الأمير غالب للذهاب إلى ميدان الحرب صبيحة زفافه ويترك زوجته الأميرة في حراسة ابن عمه نذير وخدمه الأمناء زيتون وبهلول، وقد ترك جنينًا في بطنها، يحاول نذير استمالة الزوجة الأمينة حيث إنه كان يريدها لنفسه. وعندما تعييه الحيل ينتقم منها، ويتهمها أمام الوالى بخيانة زوجها مع أحد أتباعه، فيصدر الوالى حكمه بإعدامها. تهرب الأميرة وابنها بمساعدة أحد العبيد. يعود الزوج في الوقت المناسب، ويكشف المؤامرة، وينقذ زوجته، ويدفع نذير الثمن بأى يسقط من فوق الجبل، ويستأنف الأمير غالب حياته مع زوجته.

## فريق العمل
إخراج: عبد الفتاح حسن
تأليف:
- بيرم التونسي
- عبد الفتاح حسن

إنتاج: أفلام القاهرة
طاقم العمل:
- رجاء عبده
- يحيى شاهين
- حورية محمد
- مختار عثمان
- محمود السباع
- علي الكسار
- كارم محمود

## روابط خارجية
- مقالات تستعمل روابط فنية بلا صلة مع ويكي بيانات